# Tony Platt
Tony Platt (...) è un produttore discografico e tecnico del suono britannico.
È noto per le sue collaborazioni con diversi artisti, tra cui Celtic Frost, AC/DC, Cheap Trick, Bob Marley, Iron Maiden, Shy, Buddy Guy, Foreigner, Sparks, Jazz Jamaica All Stars, Lillian Axe e Motörhead. Platt ha recentemente completato un album con il trio jazz The Bad Plus.

## Discografia
- 1973 Bob Marley & The Wailers, Catch a Fire, eng Island
- 1973: Toots & the Maytals. Funky Kingston, eng Island
- 1973: Bob Marley & The Wailers Burnin’, eng Island
- 1973: Sharks Sharks, eng Island
- 1974 Sparks Kimono My House eng Island
- 1974 Ducks Deluxe "Ducks Deluxe" eng RCA
- 1976 Aswad "Aswad" Prod/eng Island
- 1978 Cimarons "Live" Prod/eng Polydor
- 1978 Cimarons "Maka" Prod/eng Polydor
- 1979 AC/DC Highway to Hell Mix Atlantic
- 1979 Boomtown Rats "Fine Art of Surfacing" Eng/mix Ensign
- 1980 Broken Home "Broken Home" Eng/mix WEA
- 1980 AC/DC Back in Black Eng/mix Atlantic
- 1980 Foreigner 4 Eng Atlantic
- 1980 Iron Maiden Phantom of the Opera Prod/eng EMI
- 1980 Samson Head On Prod/remix GEM
- 1981 Trust March ou Creve Prod/eng CBS
- 1981 Samson Shock Tactics Prod/eng GEM
- 1981 Starfighters Alley Cat Blues Prod/eng Jive
- 1982 Steve Warley "Steve Warley" Prod/eng Jive
- 1982 Krokus One Vice at a Time Prod/eng Arista
- 1982 The Dogs "Too Much Class...." Prod/eng CBS
- 1982 Starfighters In Flight Movie Prod/eng Jive
- 1983 Motörhead Another Perfect Day Prod/eng Bronze
- 1983 AC/DC Flick of the Switch Eng/Coprod Atlantic
- 1984 Manowar All Men Play on Ten Remix/prod Virgin
- 1984 Gary Moore We Want Moore Prod/eng Virgin
- 1984 Billy Squier Signs of Life Eng/Coprod Capitol
- 1984 Marillion Fugazi Remixes EMI
- 1984/5 Gary Moore Emerald Aisles Prod/eng Virgin
- 1984/5 Uriah Heep Equator Prod/eng CBS
- 1985 Shy "Brave the Storm" Prod/eng RCA
- 1985 Y&T Summertime Girls Remix A&M
- 1985 Mass "New Birth" Prod/eng RCA
- 1985 Cheap Trick Standing on the Edge Remix/prod Epic
- 1985 VowWow Nightless City Prod/eng EMI
- 1986 Krokus Live & Dangerous Prod/eng Arista
- 1986 Cheap Trick The Doctor Prod/eng Epic
- 1986/7 Jeff Paris "Wired" Prod/eng Phongram
- 1987 The Cult BBC-Late Night in Concert Prod BBC
- 1987 The Alarm "Eye of the Hurricane" Eng/coprod IRS
- 1987/8 Light a Big Fire unreleased album Coprod/eng Siren
- 1988 Celtic Frost Cold Lake Prod/eng Noise
- 1988 Vamp "Renegade" Prod/eng Atlantic
- 1988/9 Lillian Axe Love & War Prod/eng MCA
- 1989 No Excuse "Too Hard To Handle" Prod/eng Mercury
- 1989 Jagged Edge "Trouble" Prod/eng Polydor
- 1989 Johnny Crash "Neighborhood Threat" Prod/eng WTG
- 1990 Thunderhead "Break For The Border" Prod/eng EMI
- 1990 Sweet Addiction "E.P. Prod/eng Survival
- 1990 Depp Jones "Return to Caramba" Prod/eng CBS
- 1990 Crossroads "Wild One" Prod/eng EMI
- 1990 Ronnie James Dio Lock Up The Wolves Coprod/eng Polygram
- 1991 Bonham Mad Hatter Prod/eng WTG
- 1991 Moody Marsden Band Never Turn Your Back .. Coprod/eng Castle
- 1991 Buddy Guy "Damn Right I got The Blues" Eng/coprod Silvertone
- 1992 New England "Earth Mother" Prod/eng Streetlink
- 1992 Les Casse Pieds tracks Prod/eng PEM
- 1992 Testament "The Ritual" Prod/eng Atlantic
- 1993 McQueen Street unreleased album Prod SBK
- 1993 Mighty Mighty Bosstones "Don't Know How To Party" Prod/eng Mercury
- 1993 Buddy Guy "Feels Like Rain" Eng/coprod Silvertone
- 1993 Walter Trout Tellin' Stories Prod/eng Silvertone
- 1994 Moody Marsden Band Live in Hell Coprod/eng Castle
- 1994 Moody Marsden Band Real Faith Coprod/eng Castle
- 1994 Blue Blot "YoYo Man" Prod/eng BMG
- 1994/5 Flowers for Breakfast "Nervous" Prod/eng CBS
- 1994/5 Buzztonic "Arcade Babies" Prod/eng Pure
- 1995 Die Krupps "Odyssey of the Mind" Prod/mix Rough Trade
- 1995 The Godfathers "Afterlife" Prod/eng Intercord
- 1995 Bernie Marsden "Green and Blues" Coprod/eng Castle
- 1995 K's Choice "Paradise in Me"(addl.tracks) Prod/eng CBS
- 1995 Stabbing Westward "Shame" Remix Columbia
- 1995 Horsepower "Horsepower" Prod/mixer Antler Subway
- 1996 Feed Album tracks Prod/eng TBA
- 1996 Soulwax "Kill Your Darlings" Prod/eng Play It Again Sam
- 1996 Spine Grinder "Meat Greed" Prod/mixer Antler Subway
- 1996 Low Pass "Circles In The Square" Prod/mixer BMG
- 1996 Pop in Wonderland "Sunshine Pilots" Eng/remix BMG
- 1996 Anathema "Eternity" Prod/eng MFN
- 1996 Fraser singles Prod/eng TBA
- 1996 Normahl Normahl Prod/remix BMG
- 1997 Ten singles Prod/eng RCR
- 1997 Terra Nova "Break Away" Remix JVC
- 1997 Mau Mau tracks Prod/eng RCR
- 1997 Greg Darling "Greg Darling" Prod/mix Monaco
- 1997/8 Huge Baby "Huge Baby" Prod/mix Alberts Prods.
- 1998 The Snakes "The Snakes" Mix Castle
- 1998 Low Pass singles Prod/eng BMG
- 1998 Lazy Dollies singles Prod/eng Brilliant Records
- 1998/9 Deadline album Prod/eng Map Management
- 1999 Low Pass singles Prod/mix BMG
- 1999 Terra Nova "Make My Day" Prod/mix JVC
- 1999 Krokus "Round 13" Prod/mix Phonag
- 1999 Akyra "Future Days" Mix BMG
- 1999 Streem EP Prod/eng
- 2000 Larry Johnson Live tracks Mix Lottie Prods.
- 2000 Micky Moody "I Eat Them For Breakfast" Mix Armadillo
- 2000 Fubar "Fubar' Prod/eng lesenfantsterribles
- 2000 Streem singles Prod/eng
- 2001 Oddfish in development Prod/eng TBA
- 2001 Jazz Jamaica Allstars Album Eng/Coprod Dune Records
- 2001 The Relatives Single Mix Spank Records
- 2001 Last Man Standing Single Prod/Eng Sublime
- 2002 New Cool Collective Album Mix/Prod Sony
- 2002 Juliet Roberts Album Eng/Prod Dune Records
- 2002 Earl Okin Sex Symbol & Musical Genius Prod/Eng Sony Jazz
- 2003 Soweto Kinch Conversations with The Unseen Eng/CoProd Dune Records
- 2003 Clare Teal "A Road Less Travelled" Eng/Prod Candid
- 2003 Denys Baptiste Let Freedom Ring Eng/CoProd Dune Records
- 2004 Soweto Kinch "Jazz Planet" Eng/CoProd Dune Records
- 2004 Abram Wilson "Jazz Warrior" Eng/CoProd Dune Records
- 2004 Clare Teal "Don't Talk" Eng/Prod Sony Records
- 2004/5 Andrew McCormack Telescope Mix Dune Records
- 2005 Jason Yarde Breaking Out 5.1 Mix Serious Events
- 2005 Jazz Jamaica Allstars Motor City Roots Eng/CoProd Dune Records
- 2005/6 Soweto Kinch A Life In The Day of B19 Eng/CoProd Dune Records
- 2006 28 Costumes You Excite Me Eng/Prod Spank Records
- 2006 Daniel Ward Murphy EP Eng/Prod TBA
- 2006 Abram Wilson RIDE! The Ferris Wheel to The Modern Delta Eng/CoProd Dune Records
- 2006 Ana Silvera In development Eng/Prod TBA
- 2006 Roland Perrin Album Eng/CoProd TBA 2006 The Bad Plus Prog Eng/CoProd TBA
- 2007 Second Person "The Elements" Eng/CoProd Sellaband